# Reinaldo Silveira Pimenta
Reinaldo Silveira Pimenta (Niterói, 4 de março de 1945 — Rio de Janeiro, 27 de junho de 1969), também chamado Joaquim, foi um estudante e militante do Movimento Estudantil durante a ditadura militar brasileira. Foi morto por agentes da polícia política em seu apartamento, em Copacabana, como dirigente do primeiro MR-8. Diante das investigações realizadas, a Comissão Especial sobre Mortos e Desaparecidos Políticos (CEMDP) alegou que a morte do ativista ocorreu de forma não natural. A Comissão Nacional da Verdade (CNV) concluiu que Silveira Pimenta morreu em decorrência da ação violenta dos policiais brasileiros. As investigações ainda não foram concluídas.

## Biografia
Reinaldo Silveira Pimenta nasceu em 4 de março de 1945 em Niterói, no Rio de Janeiro. Era filho de Maria do Carmo Silveira Pimenta e José Bastos Pimenta.
Estudou no Colégio Salesiano Santa Rosa, na cidade onde nasceu. Teve aulas de inglês no Instituto Brasil-Estados Unidos. Ingressou na Universidade do Estado da Guanabara (hoje Universidade Federal do Rio de Janeiro) em 1967, onde estudava Engenharia. Cursava o 3° ano da graduação quando foi morto. Trabalhou, também, como professor.

### Militância
Foi militante do Movimento Estudantil. Iniciou sua militância como dirigente do primeiro Movimento Revolucionário Oito de Outubro (MR-8), organização política da esquerda marxista que nasceu em 1967 diante das diferenças com o Partido Comunista Brasileiro. Ali, participou da luta armada contra a ditadura militar brasileira. Seu nome estava envolvido no “Comando de Expropriações” do MR-8, o que lhe atribuía a participação em ações armadas de 1968 e 1969.

Em 1° de novembro de 1969, o promotor João Vieira do Nascimento declarou em uma denúncia:
"Os denunciados no período de 1966 a 1969, na Guanabara, Rio de Janeiro, São Paulo e Paraná faziam parte do Movimento Revolucionário Oito de Outubro (MR-8), de caráter marxista-leninista, com o objetivo da tomada do poder pela violência e luta armada. Os denunciados agiam de conformidade com as circunstâncias e necessidades revolucionárias, tendo cada um a sua missão específica, suas tarefas pessoais e subversivas interligadas de tal modo que os seus atos delituosos são os reflexos das necessidades da ação revolucionária."
Na edição 23481 do Correio da Manhã, do Rio de Janeiro, as atividades do grupo militante foram descritas, desde suas contribuições, até suas reuniões "em casa do indiciado Milton Gaia, ou no apartamento inacabado de Nielse à Rua São João 163, Bloco 8, 404, em Niterói."
Conta-se que o MR-8, inicialmente Frente Quadros, promovia traduções de obras estrangeiras, "especialmente de Mao Tsé-Tung", para doutrinação. Reinaldo foi citado junto de Mauro Fernando de Souza, como responsável pelo preparo de um golpe de expropriação, ao retirar do Banco Mercantil de Niterói S.A. a quantia de NCr$ 60.000 para adquirir sítios, um jeep, armas e munições.

Nesta mesma edição do veículo, o promotor afirma:
"Tomando conhecimento das prisões, o indiciado Reinaldo Silveira Pimenta suicidou-se, atirando-se do 'aparelho' à Rua Bolivar, 124-510, em Copacabana, na Guanabara. Os tais 'aparelhos' eram alugados em nome dos indiciados que também eram fiadores."

## Morte
Em 27 de junho de 1969, teve o apartamento onde morava invadido por agentes do Centro de Informações da Marinha (Cenimar) ou do Departamento de Ordem Política e Social (DOPS). Segundo relatos, agentes chegaram à moradia de Silveira Pimenta às 6 horas da manhã e prenderam pessoas que estavam lá.
Por volta das 18 horas, o militante chegou ao apartamento e foi rendido pelos policiais. Caiu da janela de seu apartamento, tendo sua morte registrada como suicídio pelo órgão:
“[...] suicidou-se em 27 de junho de 1969, ao ser preso no aparelho da rua Bolívar, n o 124, apto. 510, em Copacabana, alugado pelo Partido”

Foi encaminhado ao Hospital Miguel Couto e morreu horas depois. Seu corpo deu entrada no Instituto Médico Legal (IML) do Rio de Janeiro com a guia nº 13, da 14ª D.P., como desconhecido, “morto ao cair na área interna do prédio.” No dia seguinte, sua necrópsia foi assinada pelo médico legista Mário Martins Rodrigues, com o seguinte laudo:
“Fratura da coluna vertebral com ruptura do pulmão esquerdo e hemorragia interna.”

### Investigações
As circunstâncias da morte ainda não são claras. Segundo relatos de vizinhos sobre as atividades da polícia no prédio e no apartamento, Reinaldo poderia ter sido jogado pela janela com golpes desferidos pelos agentes com a coronha das armas nos dedos, até cair do 5° andar.
Anos depois, quando as investigações se iniciaram, a CEMDP constatou que não haviam dúvidas quanto à morte não natural de Reinaldo, apesar dos documentos oficiais da época do ocorrido dizerem o contrário. A Comissão Nacional da Verdade concluiu que Silveira Pimenta morreu em decorrência da ação violenta dos policiais brasileiros em contexto de sistemáticas violações de direitos humanos.
As investigações ainda não foram concluídas.

## Homenagens
A memória de Reinaldo Silveira Pimenta foi eternizada em uma rua que recebeu o seu nome, no Conjunto Habitacional Jova Rural, em São Paulo. Também, no Rio de Janeiro, durante o mandato do prefeito Saturnino Braga, a Câmara Municipal aprovou a designação de uma rua da Vila Kennedy, na Zona Oeste, com o seu nome.
Em 2017, a UFRJ anunciou a construção de um memorial, no campus da Ilha do Fundão, na Zona Norte, dedicado a 30 estudantes do Rio de Janeiro, mortos ou desaparecidos durante a ditadura militar brasileira. Desses, quinze foram alunos da Universidade, incluindo Reinaldo.  O coordenador da Comissão da Verdade e Justiça da UFRJ e professor universitário Carlos Vainer, que promoveu o projeto, disse que desejava inaugurar a obra em 2018 devido ao meio século do Ato Institucional Número Cinco (AI-5), medida de grande repressão durante o período ditatorial:
"No ano que vem se completam os cinquenta anos de 1968. Momento de grande explosão da resistência estudantil à ditadura militar. Ano em que também foram mortos vários estudantes."